# 大眼海豹
大眼海豹（学名：Ommatophoca rossii），是分布于南极大陆附近海域的一种海豹，因眼睛比较大（眼径达7厘米），故名，又因英国南极探险家詹姆斯·克拉克·罗斯于1841年首次描述，故又称罗氏海豹、罗斯海豹。
大眼海豹头部较宽，吻较短，触须长仅10～40毫米。颈部短粗，头能缩进去。身体表面光滑，背部褐灰色或黑色，腹部银白色。成年雄性大眼海豹体长1.68～2.08米，重129～216公斤；雌性1.96～2.36米，重195～204公斤。以头足类、磷虾和鱼为食。一般独栖，喜栖于冰丛上，能发鸟叫似的声音。
大眼海豹是大眼海豹属下唯一的一种，其属名（Ommatophoca）来自希腊语，“Ommato”意为“眼”，“phoca”意为“海豹”。种名（rossii）源自詹姆斯·克拉克·罗斯的姓氏。